# 수크레시 (미란다주)

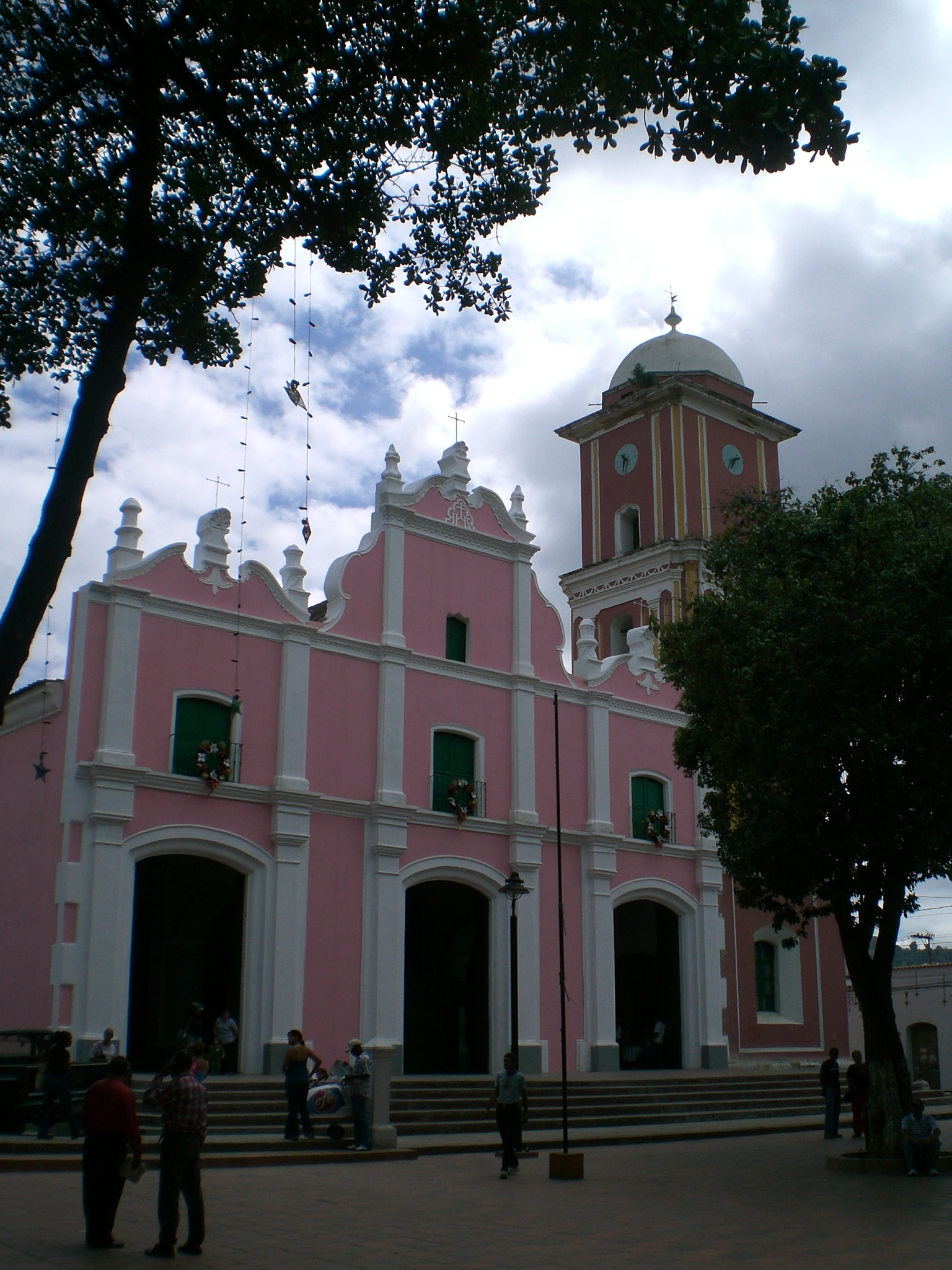
]수크레 시의 둘세 놈브레 데 헤수스 데 페타레(Dulce Nombre de Jesús de Petare) 교회

수크레 시의 위치

수크레시(스페인어: Sucre)는 베네수엘라 미란다 주의 지방 자치체로 행정 중심지는 페타레이며 면적은 164km2, 인구는 665,203명(2012년 기준)이다.